# SPAD S.VII
SPAD VIIC1 – francuski samolot myśliwski zaprojektowany i zbudowany w 1916 roku w wytwórni lotniczej Société (anonyme) Pour L’Aviation et ses Dérivés (SPAD)

## Historia
Samolot SPAD VII został skonstruowany na początku 1916 roku przez inż. Louisa Béchereau we francuskiej wytwórni lotniczej Société (anonyme) Pour L’Aviation et ses Dérivés (SPAD). Konstruktor zaprojektował samolot myśliwski w układzie dwupłata o mocnej konstrukcji, przystosowany do mającego go napędzać silnika tłokowego rzędowego wytwarzającego większą moc od stosowanych dotychczas silników rotacyjnych. Taki lekki silnik (nazywany widlastym) udało się zbudować szwajcarskiemu inż. Markowi Birkigtowi w 1915 roku we własnych zakładach Hispano-Suiza w Barcelonie, a filia tego zakładu znajdowała się we Francji. W silniku tym cylindry umieszczono w dwóch rzędach po cztery w układzie litery „V”, dzięki czemu uzyskano małą długość wału korbowego. Wszystkie przewody wykonano jako integralne części odlanego bloku silnika. Masa silnika po tych zabiegach wynosiła tylko 150 kg, a moc 140 KM (103 kW), pracowano więc dalszym jego udoskonaleniem.
Prototyp samolotu wyposażonego właśnie w taki silnik oblatano w maju 1916 roku i otrzymał on nazwę SPAD VIIC1. Okrągła obudowa chłodnicy czołowej nadawała mu wygląd samolotu z silnikiem gwiazdowym. Płaty były o kształcie prostokątnym a usztywniono je słupkami i cięgnami stalowymi. W czasie prób prototyp osiągnął prędkość 190 km/h w locie poziomym oraz przekroczył prędkość 200 km/h w locie nurkowym. Jedyną wadą jaka stwierdzono  była mniejsza od oczekiwanej zwrotność (zwłaszcza w porównaniu do maszyny takiej jak Nieuport 17), lecz łatwość pilotażu i duża wytrzymałość konstrukcji przeważyła i skierowano go do produkcji seryjnej.
Pierwszy samolot seryjny dostarczono na front 2 września 1916 roku, do francuskiej eskadry myśliwskiej N.3. Łącznie wyprodukowano ok. 5000 samolotów tego typu, przy czym część z doskonalszym silnikiem Hispano-Suiza 8Ba o mocy 180 KM (132 (kW). Z uwagi na swoje walory samoloty SPAD VII zakupiła Wielka Brytania – 118 sztuk, Belgia – 15 sztuk, Włochy i Rosja – 43 sztuki. Ponadto produkowane one były na licencji w Wielkiej Brytanii – 100 sztuk i w Rosji, gdzie w zakładach DUKS w Moskwie wyprodukowano 100 sztuk. Bezpośrednim następcą był szybszy i lepiej uzbrojony SPAD XIII.

## Użycie w lotnictwie

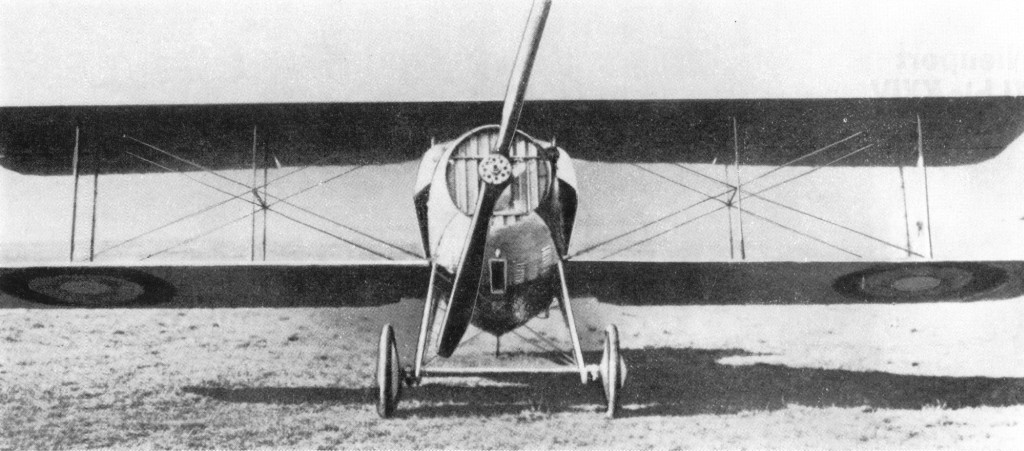
Samolot SPAD VII widok z przodu

Samoloty myśliwskie SPAD VIIC1 był od września 1916 roku systematycznie wprowadzany na uzbrojenie lotnictwa francuskiego, pierwsze egzemplarze otrzymała francuska eskadra myśliwska N.3, gdzie latali na nim najlepsi francuscy piloci sierż. Paul Sauvage i por. Georges Guynemer. Ten ostatni na samolocie tym zestrzeli w czasie I wojny światowej 19 samolotów przeciwnika.
Na samolotach tych latali w czasie I wojny światowej również piloci amerykańscy, brytyjscy, belgijscy, włoscy, rosyjscy i polscy.

## Użycie w lotnictwie polskim
Na samolotach SPAD VIIC1 latali polscy piloci jeszcze przed odzyskaniem niepodległości przez Polskę, w okresie od grudnia 1917 do maja 1918 roku dwa samoloty tego typu używane były w I Polskim Oddziale Awiacyjnym Bojowym II Korpusu. Potem w dniu 2 listopada 1918 roku zdobyto na lotnisku we Lwowie jeszcze jeden samolot tego typu.

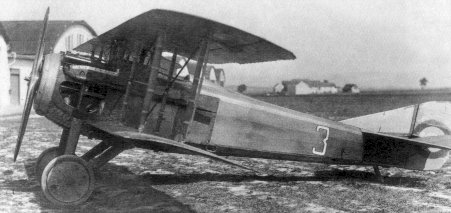
Samolot SPAD VII lotnictwa Czechosłowacji

W 1919 roku polska misja gen. Romera zakupiła we Francji 18 samolotów SPAD VIIC1 dla lotnictwa polskiego. Samoloty te przetransportowano do Polski drogą morską, a po zmontowaniu otrzymała je 19. eskadra myśliwska, natomiast zdobyczny samolot był użytkowany w 7. eskadrze myśliwskiej. Samoloty te zostały użyte w trakcie wojny polsko-bolszewickiej, oraz na frontach południowo-wschodnim i wschodnim. Potem 6 samolotów SPAD VIIC1 z 19. eskadry skierowano do Wyższej Szkoły Pilotów na lotnisku Ławica w Poznaniu. Na samolocie tym latał m.in. por. pil. Ludomił Rayski – późniejszy dowódca lotnictwa polskiego.

## Opis konstrukcji
Samolot SPAD VIIC1 był jednomiejscowym samolotem myśliwskim, dwupłatem o konstrukcji drewnianej, kabina odkryta. Podwozie klasyczne – stałe. Napęd: silnik widlasty, śmigło dwułopatowe, drewniane.